# Sceliphron unifasciatum
Sceliphron unifasciatum är en biart som först beskrevs av Frederick Smith 1860.
Sceliphron unifasciatum ingår i släktet Sceliphron och familjen grävsteklar. Inga underarter finns listade i Catalogue of Life.